# Handball Club Fondi
L'A.S.D. Handball Club Fondi, noto come Banca popolare di Fondi per motivi di sponsorizzazione al maschile , è una squadra di pallamano di Fondi che milita nel campionato di Serie B maschile.

## Storia
Il 18 dicembre 1967, prima ancora che nascesse la Federazione Italiana Giuoco Handball, sei giovani fondani (Ettore Fiore, Franco Zannella, Enzo Sposito, Umberto De Santis, Alfredo Chiusano e Mario Micci), guidati dalla curiosità e dalla passione di uno sport “nuovo” per la città di Fondi, gettarono le basi dell’Handball Club Fondi e firmarono l’atto costitutivo della società.

### 2018-2019
Nella stagione 2018-2019 ha partecipato al campionato di Serie A maschile classificandosi decima. Ha concluso il girone d'andata al settimo posto, che le ha dato la possibilità di partecipare alla Final Eight di Coppa Italia disputata a Trieste nel marzo 2019. In quest'ultima competizione è stata eliminata ai quarti di finale dalla Pallamano Pressano.
Nella stessa stagione ha partecipato al campionato di Serie A2 Femminile qualificandosi seconda nel girone D, ottenendo il pass per la Final Eight di Coppa Italia disputata a Cassano Magnago nell'aprile 2019. In quest'ultima competizione è stata eliminata al girone eliminatorio.

## Rosa 2022-23

### Giocatori
| N° | Naz.                 | Ruolo | Sportivo               | Anno |  |  |
| -- | -------------------- | ----- | ---------------------- | ---- |  |  |
| 12 | Italia (bandiera)    | P     | Pierpaolo Antogiovanni | 2003 |  |  |
| 16 | Argentina (bandiera) | P     | Facundo García         | 1988 |  |  |
| 30 | Italia (bandiera)    | P     | Francesco Trani        | 2005 |  |  |
| 46 | Italia (bandiera)    | P     | Alessio Padula         | 2006 |  |  |
| 5  | Italia (bandiera)    | T     | Angelo Panza           | 2005 |  |  |
| 7  | Italia (bandiera)    | T     | Alessio Miceli         | 2000 |  |  |
| 8  | Italia (bandiera)    | T     | Paolo Orticelli        | 2006 |  |  |
| 10 | Argentina (bandiera) | T     | Federico Vanoli        | 1995 |  |  |
| 11 | Italia (bandiera)    | T     | Matteo Muccitelli      | 2005 |  |  |
| 14 | Argentina (bandiera) | T     | Tomás Valentin Cañete  | 1999 |  |  |
| 19 | Italia (bandiera)    | A     | Daniele De Luca        | 2002 |  |  |
| 22 | Italia (bandiera)    | T     | Stefano D'Ettorre      | 1985 |  |  |
| 24 | Italia (bandiera)    | T     | Aaron Durnwalder       | 2002 |  |  |
| 27 | Italia (bandiera)    | A     | Gabriele Livoli        | 2005 |  |  |
| 29 | Italia (bandiera)    | PV    | Giuseppe Speranza      | 2005 |  |  |
| 31 | Italia (bandiera)    | A     | Leonardo Di Fazio      | 2005 |  |  |
| 32 | Italia (bandiera)    | A     | Vincenzo Rotunno       | 2004 |  |  |
| 38 | Italia (bandiera)    | T     | Luigi Arena            | 2003 |  |  |
| 46 | Egitto (bandiera)    | PV    | Adel El Sabbagh        | 1992 |  |  |
| 61 | Italia (bandiera)    | PV    | Giovanni Di Biasio     | 2005 |  |  |
| 88 | Italia (bandiera)    | A     | Luciano Zizzo          | 1985 |  |  |
| 99 | Tunisia (bandiera)   | T     | Hamza Fredj            | 1996 |  |  |

- Allenatore:  Giacinto De Santis
- Vice allenatore:  Valerio Pinto

## Palmarès
- Coppa Italia di Serie A2: 1
2021-22